# Усанов, Рустем Сусамырбекович
Русте́м Сусамырбе́кович Уса́нов (12 сентября 1985) — киргизский футболист, правый защитник. Выступал за сборную Кыргызстана.

## Биография

### Клубная карьера
В начале карьеры выступал за команду первой лиги Кыргызстана «Счастливый день» (Кант). С 2007 года в течение девяти сезонов играл в высшей лиге за кантскую «Абдыш-Ату», неоднократно становился серебряным и бронзовым призёром чемпионата страны и обладателем Кубка Кыргызстана.
В 2016 году перешёл в бишкекскую «Алгу», сыграл несколько матчей на старте сезона и номинировался на звание лучшего игрока месяца Топ-Лиги в марте, однако вскоре покинул команду и завершил профессиональную карьеру.
В национальной сборной Кыргызстана дебютировал 28 марта 2009 года в матче против Непала, заменив на 65-й минуте Вячеслава Амина. Свой первый гол за сборную забил 28 августа 2009 года в ворота Шри-Ланки. В 2010 году принимал участие в Кубке вызова АФК, где сыграл 3 матча.
Всего за сборную Кыргызстана в 2009—2014 годах сыграл 14 матчей и забил 2 гола.